# Martin Drainville
Pour les articles homonymes, voir Drainville.
Martin Drainville est un acteur québécois né le 21 août 1964. Il est le frère de la comédienne Isabelle Drainville.

## Biographie
Né en 1964, il est originaire de Repentigny,  dans la municipalité régionale de comté (MRC) de L'Assomption dans la région administrative de Lanaudière.
Il effectue des études au cégep Lionel-Groulx, et sort en 1987 de l'option-théâtre. Il s'est pris de passion pour le jeu théâtral dans les ligues d’improvisation.
Il obtient  rapidement un premier rôle au théâtre dans le Journal d'Adrien Môle, 13 ans... ¾ de Sue Townsend, un rôle d'adolescent, au Théâtre Denise-Pelletier,puis continue dans d'autres rôles sur les scènes du Théâtre de Quat'Sous, et du Théâtre du Nouveau Monde. Il obtient sur les planches plusieurs rôles successifs, notamment des rôles de comédie ou des rôles d'adolescents, tout en continuant à s'illustrer au sein de la Ligue Nationale d'Improvisation. 
Il est sollicité par la télévision entre autres dans l'émission humoristique Samedi PM entre 1989 et 1992), dans les séries Scoop entre 1991 et 1994), qui lui vaut un prix Gémeaux, - et Le Petit Monde de Laura Cadieux  dans les années 2000,,.
Il se voit proposer naturellement des rôles au cinéma, en particulier dans les années 1990, là encore utilisant son savoir-faire dans le registre comique, comme par exemple dans Louis 19, le roi des ondes en 1994.

## Filmographie

### Télévision
- 1991 : Secrets de famille : animateur
- 1992 : Scoop : Richard « Tintin » Fortin
- 1995 : Moi et l'autre : Gustave
- 1995 : La Petite Vie : Gérard-Marie, Albert l'astrophysicien (saison 3 épisode 9, saison 4 épisode 10)
- 1995 à 1998 : Mais où se cache Carmen Sandiego ? (jeu télévisé) : animateur
- 1999 : Rue l'Espérance : Hubert Drolet
- 2000 : Km/h : (saison 3 épisode 6 - La loi du plus fort) : Richard Gariépy
- 2006-2012 : Caméra Café : Guy Bérard
- 2003 : Le Petit Monde de Laura Cadieux : Albert (« Bébert »)
- 2007 : Tournoi des mètres : animateur
- 2011 : Lol :-) : comédien
- 2014 : Série noire : Bruno et Yvan
- 2021 : L'Échappée : Anatole Dufresne
- 2021- : Entre deux draps : Jean-Pierre
- 2023- : L'air d'aller

### Cinéma
- 1989 : Trois pommes à côté du sommeil : autostoppeur
- 1989 : Les Heures précieuses
- 1990 : Ding et Dong : le film : livreur Dong
- 1991 : Nénette
- 1991 : Nelligan : Albert Ferland
- 1993 : La Florida : Rheaume Lariviere
- 1994 : Louis 19, le roi des ondes (Reality Show) : Louis Jobin
- 1994 : Les Jumelles Dionne (téléfilm), de Christian Duguay : Clovis Dionne
- 1996 : Angélo, Frédo et Roméo : Frédo
- 1996 : L'Homme idéal : Gabor
- 1998 : C't'à ton tour, Laura Cadieux : Albert
- 1999 : Laura Cadieux... la suite : Albert
- 2001 : The Score : Jean-Claude
- 2002 : L'Odyssée d'Alice Tremblay : Ludovic / Louis
- 2004 : Adventures in Animation 3D : Slim
- 2025 : Menteuse d'Émile Gaudreault

## Récompenses et nominations

### Récompenses
- 1989 - Recrue de l'année de la Ligue nationale d'improvisation
- 1989 - Étoile de la saison de la Ligue nationale d'improvisation
- 1990 - Étoile de la saison de la Ligue nationale d'improvisation
- 1990 - Champion compteur de la Ligue nationale d'improvisation
- 1990 - Prix du public de la Ligue nationale d'improvisation
- 1991 - Prix du public de la Ligue nationale d'improvisation
- 1992 - Prix Gémeau, Meilleure interprétation masculine rôle de soutien : dramatique
- 2010 - Intronisé dans le temple de la renommée de la LNI